# Hansson de Wolfe United
Hansson de Wolfe United är en svensk musikgrupp bildad 1979 av Lorne de Wolfe (sång/bas/keyboard) och Dick Hansson (slagverk). De två hade några år tidigare varit medlemmar i gruppen Vargen.
Hansson de Wolfe United slog igenom omedelbart med debutalbumet Iskalla killen, full av mänsklig värme nyåret 1980. Totalt blev det fem album som sålde guld. Första riksomfattande konsertturnén kom först 1982, ett halvår efter tredje albumet.
Gruppen framförde "Oberoende vad fursten säger" på ANC-galan 1985.
1990 gavs skivan Roulettenburg ut utan Hansson under namnet De Wolfe United.
Hansson återvände för inspelningen av skivan Utanpå allt (1994), men lämnade sedan återigen gruppen. Gruppen har sedan dess behållit namnet Hansson De Wolfe United, trots att Hansson inte längre är med.
Våren 2010 genomfördes en kortare Sverigeturné, och på hösten samma år släpptes ett nytt album med titeln Elektriskt blått. En låt från skivan, Där hallonen växer vilt, presenterades nationellt för första gången då gruppen spelade i TV4:s program Nyhetsmorgon. Fyra år senare kom albumet Själen vill ha sällskap.
Hösten 2022 släpptes det nya albumet c/o jorden, med tio nya låtar.

## Övriga medlemmar
- Ingrid Munthe - textförfattare
- Claes Palmkvist - elgitarr
- Jonas Isacsson - elgitarr

## Diskografi

### Album
- Iskalla killen (full av mänsklig värme) (1979)
- Existens maximum (1981)
- Yes Box Allright (1982)
- Container (1984)
- Artattack (1985)
- Roulettenburg (1990)
- Utanpå allt (1994)
- Retrospektiv (remastrad samling - dubbelalbum, 2010)
- Elektriskt blått (2010)
- Själen vill ha sällskap (2014)
- c/o jorden (2022)

### Singlar
- Existens Maximum/Beautiful Liar (7") - 1981
- Artattack/Big Boys Do Cry (12") - 1985
- Vad händer när säsongen är över/Under jorden (CD:s) - 1994
- Höglandskvinna - låglandsman (CD:s) - 1994
- Utanpå allt/Jag väljer dig (CD:s) - 1995

### Övrig medverkan
- Olympiaskivan '84 och Olympiakassetten '84 (1983, spår 3 - Yes Box Allright)